# جيمس مكنمارا
جيمس مكنمارا (بالإنجليزية: James McNamara)‏ هو عداء مراثوني أيرلندي، ولد في 17 أبريل 1939، وتوفي في 9 مارس 2016.

## وصلات خارجية
- جيمس مكنمارا على موقع أوليمبيديا (الإنجليزية)